# Rytas
Rytas ist ein litauischer männlicher Vorname, abgeleitet von rytas (dt. ‚Morgen‘).

## Personen
- Rytas Kupčinskas (* 1949), Politiker, Mitglied des Seimas